# Sdružení pro rozhlasovou tvorbu
Sdružení pro rozhlasovou tvorbu z.s. (SRT) sdružuje rozhlasové tvůrce, kritiky, teoretiky a přátele rozhlasu.

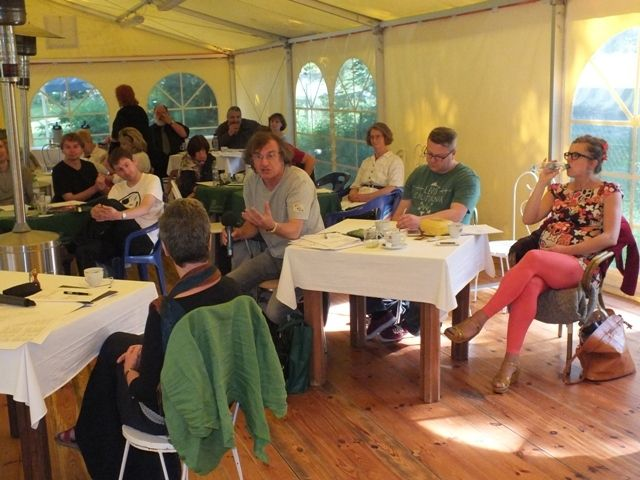
Diskuse na akci SRT

## Status
SRT úzce spolupracuje s Českým rozhlasem, je politicky, finančně i ideově nezávislé. Patří mezi zapsané spolky a svoji činnost financuje převážně z členských příspěvků, státních grantů, nadací a darů. 

## Činnost
SRT soustavně reflektuje rozhlasovou tvorbu, vytváří soutěžní a hodnotící prostředí pro autory a usiluje o zvyšování kvality rozhlasového vysílání. Každý rok pořádá soutěžní přehlídku Jarní Report (zpravodajství) a Podzimní Report (publicistika a dokument) a nesoutěžní přehlídku slovesné tvorby Bilance. Sdružení každoročně také vydává sborník ze svých tvůrčích akcí a podílí se na teoreticko-kritické revui Svět rozhlasu, kterou vydávají Archivní a programové fondy ČRo. Členové také přispěli do rozhlasových dějin Od mikrofonu k posluchačům. Sdružení pro rozhlasovou tvorbu zároveň spolupořádá akce s řadou kulturních a akademických institucí, například na festivalu Šrámkova Sobotka. SRT je členem Rady uměleckých obcí.

## Osobnosti
Do pomyslné síně slávy řadí sdružení dokumentaristu Zdeňka Boučka (spoluzakladatel, dlouholetý šéfredaktor Světa rozhlasu), režiséra, teoretika a pedagoga Jiřího Hrašeho (vedoucí komise teorie a kritiky), režiséra Josefa Henkeho (první předseda SRT) a redaktora Jana Halase (spoluzakladatel, dlouholetý předseda). 
Mezi významné členy dále patří: rozhlasový režisér Jiří Horčička, spisovatel a překladatel Antonín Přidal, rozhlasový teoretik Rostislav Běhal (někdejší ředitel programu ČsRo) nebo novinářka Věra Šťovíčková-Heroldová. Ze současných pak moderátor a teoretik Václav Moravec, herec a cimrmanolog Miloň Čepelka, herečka Gabriela Vránová nebo režisérky Hana Kofránková a Markéta Jahodová.

## Publikační činnost

### Vlastní
- Kdo je kdo v sedmdesátileté historii Českého rozhlasu (R. Běhal, 1994)
- Sborník rozhlasové teorie 3, Sešit rozhlasové teorie 5 (1996)
- Václav Růt – rozhlas (1936–1996) – (sborník ze semináře, 1997)
- Bílá místa rozhlasové historie (sborník, 1997)
- Co umíme a co neumíme (sborník k semináři Prix Bohemia Radio '98)
- Výběrový slovníček termínů slovesné rozhlasové tvorby (J. Maršík, 1999)
- K rozhlasové historii a teorii (sborník ze semináře SRT a FSV UK, 2001)
- K možnostem a úskalím současného rozhlasového vysílání u nás (sborník ze semináře, 2004)
- Otazníky rozhlasové problematiky (sborník ze semináře, 2005)
- Vysíláme digitálně (sborník ze semináře SRT a FSV UK, 2006)
- Rozhlas dnes a zítra (sborník ze semináře SRT a FSV UK, 2007)
- Současné rozhlasové zpravodajství a český jazyk (sborník ze semináře SRT a FSV UK, 2008)
- Rozhlas veřejné služby: Stojí na rozcestí? (sborník ze semináře, 2009)
- Programová profilace Českého rozhlasu (sborník ze semináře SRT a FSV UK, 2010)

Sborníky z tvůrčích akcí sdružení (každý rok) 

### Spolupráce
- Básně a místa
- Středověké ctnosti
- Slyšte můj hlas
- 99 významných tvůrců rozhlasových dokumentů
- 99 významných uměleckých osobností rozhlasu

## Dějiny
Sdružení pro rozhlasovou tvorbu plynule navázalo na činnost Svazu rozhlasových tvůrců, který byl založen 5. září 1990. Předsedou byl šéfrežisér Československého rozhlasu Josef Henke. Svaz měl odborné komise: pro publicistiku a dokumentaristiku (Z. Bouček), pro autory, překladatele a scenáristy (Z. Psůtková), komisi teorie a kritiky (J. Hraše), komisi zvukových mistrů (M. Kot) ad. Sdružení vzniklo ze Svazu v roce 1994, rozhodla o tom výroční konference. 

## Struktura

### Výbor
- Předseda, místopředseda, členové (5)
- Poradci výboru (3)

### Kontrolní komise
Členové (3)

### Členská schůze
Minimálně třetina členů 